# Магаза (народно неимарство)
Магаза је стари народни назив за зграду у сеоском домаћинству у којој се чува храна, мада се може односити и на градску трговинску радњу. Магазе су се обично правиле од дрвета (као брвнаре), а у њима су прављени пресеци у којима се држало брашно, жито или друго зрневље (пасуљ, боб итд.), раздвојено по врсти. У Поцерини се у магазама налазе два ока - преграде у којима се најчешће чувају житарице.
Магаза обично нема прозоре нити друге отворе осим врата.